# Гаврилюк Василь Васильович
Василь Васильович Гаврилюк (нар. 1 липня 1970, м. Воркута, РРФСР) — голова спостережної ради ВАТ «Полтавський хлібокомбінат», голова політичної партії «Третя Сила». Депутат Верховної Ради України IV скликання (2002—2006).

## Освіта
Червень 1991 року — з відзнакою закінчив Ярославське вище зенітно-ракетне артилерійське училище за фахом «Інженер з експлуатації радіотехнічних засобів».
Вересень 2000 року — здобув другу вищу освіту в Київському національному економічному університеті (кваліфікація — магістр економіки).

## Професійна діяльність
Вересень 2000 року — В. Гаврилюк призначений генеральним директором Полтавського обласного дочірнього підприємства Державної акціонерної компанії «Хліб України».
Очолюваний Василем Гаврилюком Полтавський хлібокомбінат є власником торгової марки «Живий хліб».

## Політична діяльність
У 1998 році Василь Гаврилюк був обраний депутатом Кременчуцької міської ради (постійна депутатська комісія з бюджетних питань).
На виборах до Верховної Ради у 2002 році обраний народним депутатом України по одномандатному виборчому округу № 147 (м. Кременчук) (перший заступник голови Комітету Верховної Ради України з питань регламенту, депутатської етики та організації роботи Верховної Ради України).
У 2005 році, за підтримки громадськості, представників бізнесу та інтелігенції Василь Гаврилюк створив політичну партію «Третя сила».